# Josh Gibson

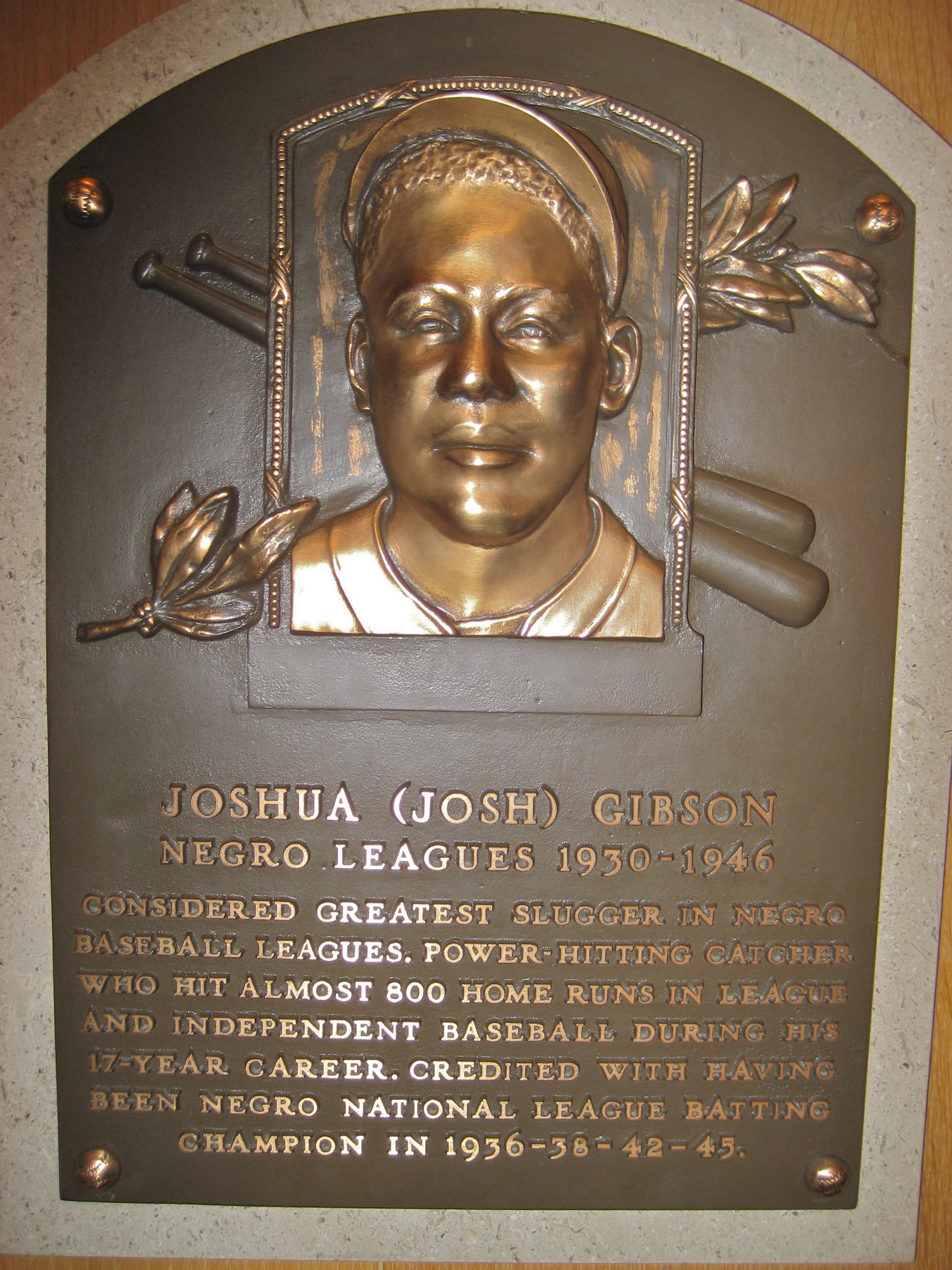
Bronzetafel von Josh Gibson in der National Baseball Hall of Fame

Josh Gibson (geboren am 21. Dezember 1911 in Buena Vista (Georgia); gestorben am 20. Januar 1947 in  Pittsburgh) war ein Baseballspieler der Negro League, der auf der Position des Catcher spielte. Er blieb der beste Schlagmann der Black League und wurde 1972 in die Baseball Hall of Fame aufgenommen, obwohl er nie in der Major League Baseball spielte.

## Karriere
Josh Gibson spielte zunächst von 1930 bis 1931 für die Homestead Grays, wechselte dann von 1932 bis 1936 zu den Pittsburgh Crawfords und beendete seine Karriere wieder bei den Homestead Grays (1937–1946). Mit beiden Mannschaften gewann er zwischen 1933 und 1946 dreizehn aufeinanderfolgende Meistertitel in der Negro National League. Auf seiner Plakette in der Baseball Hall of Fame steht, dass er in seiner 17-jährigen Karriere „mindestens 800 Homeruns“ geschlagen hat, womit er die besten Batter der Major League weit hinter sich ließ. Dennoch ist diese Angabe umstritten: Allein in der Saison 1932 schreiben einige Gibson 75 Homeruns in 123 Spielen und einen Schlagdurchschnitt von 0,380 zu, andere geben ihm in derselben Saison nur 7 Homeruns in 46 Spielen.
Darüber hinaus gilt er als der einzige Spieler, der den Ball außerhalb des Yankee-Stadions geschlagen hat.
Gibson kämpfte mit Satchel Paige und dem jungen Jackie Robinson, zwei äußerst talentierten Spielern, um die Ehre, als erster schwarzer Spieler auf dem Rasen der Major League zu stehen. Daran hinderte ihn jedoch ein Gehirntumor: Da er drei Monate vor dem Debüt von Jackie Robinson bei den Brooklyn Dodgers starb, konnte er nie in der Major League spielen. Auf dieser Geschichte basiert der Kinofilm The Colour of Baseball.
Aufgrund seiner beachtlichen Leistungen wurde Josh Gibson 1972 in die Hall of Fame aufgenommen und im Jahr 2000 von The Sporting News als 18. Spieler der Baseballgeschichte ausgezeichnet.